# 11-й армейский корпус (Великая армия)
11-й армейский корпус Великой армии (фр. 11e corps d'armée) — образован 4 июля 1812 года главным образом из французов, располагавшихся гарнизонами в Пруссии, как резерв и обеспечение тыла Наполеона в Европе. В Россию не входил, но посылал Наполеону 2 дивизии в качестве резерва(участвовали только 32-я, 34-я и часть 33-й дивизии.
А. И. Попов. (Энциклопедия «1812»)
Штаб корпуса размещался в Берлине.

## Состав корпуса
На 1 июля 1812 года:
- маршевая дивизия (дивизионный генерал Жозеф Лагранж)
- 30-я пехотная дивизия (дивизионный генерал Этьен Эдле де Бьер)
- 31-я пехотная дивизия (дивизионный генерал Жан Матьё Сера)
- 32-я пехотная дивизия (дивизионный генерал Франсуа Дюрютт)
- 33-я пехотная дивизия (дивизионный генерал Франсуа Детрес)
- 34-я пехотная дивизия (дивизионный генерал Клод Карра-Сен-Сир)

## Командующие корпусом
- маршал Пьер Ожеро (4 июля 1812 – 7 марта 1813)
- дивизионный генерал Поль Гренье (7 марта 1813 – 10 апреля 1813)
- маршал Этьен Макдональд (10 апреля 1813 – 12 мая 1814)

## Начальники штаба корпуса
- полковник штаба Боргезе (1812)
- бригадный генерал Луи Грюндлер (17 февраля 1813 – 1814)